# Andy Bogard
Pour les articles homonymes, voir Bogard.
Andrew "Andy" Bogard (アンディー・ボガード, Andī Bogādo) est un personnage de la série Fatal Fury. Il apparaît également dans la série The King of Fighters,.

## Histoire
Andy et son frère Terry sont des orphelins ayant grandi dans les rues. Ils sont adoptés plus tard par Jeff Bogard et vivent à Southtown quelques années. Jeff Bogard apprend à Terry et Andy à se battre. Alors âgé de 10 ans, Terry est témoin du meurtre de son père Jeff, assassiné par Geese Howard. Terry et Andy ont juré vengeance et se consacrent à s'entraîner aux arts martiaux. Le maître Tung Fu déclare aux frères Bogard qu'il entrainerait le meilleur des deux, afin de lui enseigner la technique du « Hakyokusaken ». Andy décide de partir au Japon pour son entrainement, tandis que Terry choisit de rester aux États-Unis pour améliorer ses techniques dans les rues.
Andy apprend au Japon le « Shiranui-ryuu Ninjutsu », un style de combat à mains nues appelé « Koppouken » de Hanzo Shiranui. Il rencontre par la même occasion Mai Shiranui, qui deviendra sa nouvelle petite amie. Andy et Terry se réunissent 10 ans après la mort de leur père à South Town. Ils apprennent que Geese Howard a organisé un tournoi. Terry parvient jusqu'en final et à vaincre Geese. Andy retourne au Japon pour continuer son entrainement. Un an après le tournoi, un nouveau tournoi a lieu et il est organisé par Wolfgang Krauser. Une nouvelle fois, Terry parvient à le vaincre, mais laisse Andy éprouve un sentiment d'infériorité.

## The King of Fighters
À l'annonce de The King of Fighters '94, Andy a rejoint Terry et Joe Higashi pour former l'équipe « Fatal Fury ». L'équipe se maintient pendant quelques années, de The King of Fighters '94 jusqu'à The King of Fighters '98: The Slugfest. L'équipe est composée d'un combattant supplémentaire dans The King of Fighters '99: Millennium Battle, à savoir Mai Shiranui. Dans The King of Fighters 2000, Mai cède sa place à Blue Mary, équipe toujours composée de quatre membres. L'équipe restera la même dans The King of Fighters 2001 et reviendra l'équipe classique de 3 combattants d'origine dans The King of Fighters 2002. Andy est absent dans The King of Fighters 2003 et dans The King of Fighters XI afin prendre soin de son disciple, Shiranui Hokutomaru. Andy Bogard revient dans The King of Fighters XII, XIII et XIV.

## Apparitions
| Année | Jeux                                    | Doublage        |
| ----- | --------------------------------------- | --------------- |
| 1991  | Fatal Fury: King of Fighters            | Jun Hashimoto   |
| 1992  | Fatal Fury 2                            | Jun Hashimoto   |
| 1993  | Fatal Fury Special                      | Jun Hashimoto   |
| 1994  | The King of Fighters '94                | Jun Hashimoto   |
| 1995  | Fatal Fury 3: Road to the Final Victory | Keiichi Nanba   |
| 1995  | The King of Fighters '95                | Keiichi Nanba   |
| 1996  | The King of Fighters '96                | Keiichi Nanba   |
| 1997  | The King of Fighters '97                | Keiichi Nanba   |
| 1997  | Real Bout Fatal Fury Special            |                 |
| 1998  | Real Bout Fatal Fury 2: The Newcomers   |                 |
| 1998  | Fatal Fury: Wild Ambition               |                 |
| 1998  | The King of Fighters '98                | Keiichi Nanba   |
| 1999  | The King of Fighters '99                | Keiichi Nanba   |
| 2000  | The King of Fighters 2000               | Keiichi Nanba   |
| 2001  | The King of Fighters 2001               | Keiichi Nanba   |
| 2002  | The King of Fighters 2002               | Keiichi Nanba   |
| 2003  | The King of Fighters EX: Neo Blood      |                 |
| 2003  | The King of Fighters EX2: Howling Blood |                 |
| 2004  | The King of Fighters: Neowave           |                 |
| 2009  | The King of Fighters XII                | Keiichi Nanba   |
| 2010  | The King of Fighters XIII               | Keiichi Nanba   |
| 2016  | The King of Fighters XIV                | Hiroshi Okamoto |
| 2022  | The King of Fighters XV                 |                 |
| 2025  | Fatal Fury: City of the Wolves          |                 |